# 塗師
塗師（ぬし）は、江戸時代以前から用いられた漆芸家の古称。
近代以前の漆芸では分業制が取られており、生地師（きぢし）や蒔絵師（まきえし）などに対して特に漆を塗る職工に用いられる。